# Lacul Breazova
Lacul Breazova este primul lac de acumulare din sud-estul Europei și din zona Banatului Montan, construit pe Râul Bârzava, între anii 1907 – 1909, cu dig zidit din piatră cu mortar de ciment.
Lacul Breazova este situat la 3 km în aval de localitatea Văliug, la o altitudine medie de 500 m.  Se află la 14 km în amonte de Lacul Secu, lângă Lacul Văliug, cu o suprafață de 12 ha și cu un volum de apă de aproximativ 1.230.000 mc. 
Din lac se alimenta un grup hidroenergetic cu o turbină tip Francis și un generator Ganz de 350 kW și 416 rot/min, care genera curent electric cu frecvența de 20,8 Hz, care a fost utilizat până în anii 1960.
Barajul servea în principal alimentării cu apă a uzinelor din Reșița, însă și transportului lemnelor, pe canale, până la bocșele din cartierul Länd. [nefuncțională]